# Tarrant Monkton
Tarrant Monkton est une paroisse civile et un village du Dorset, en Angleterre.